# Cryptus graminellae
Cryptus graminellae là một loài tò vò trong họ Ichneumonidae.